# لويزا ألدريتش بليك
كانت السيدة لويزا براندريث ألدريتش بليك (15 أغسطس 1865 – 28 ديسمبر 1925) جراحةً رائدةً وواحدة من أولى النساء البريطانيات اللواتي دخلن مجال الطب الحديث.
وُلدت في تشينغفورد في إسيكس، وكانت الابنة الكبرى لراعي أبرشية. حصلت لويزا ألدريتش بليك على شهادة في الطب من المستشفى الملكي الحر عام 1893. وحصلت على درجة الماجستير في الجراحة وأصبحت جراحةً أولى بحلول عام 1910. تطوعت لويزا في الخدمة الطبية العسكرية خلال الحرب العالمية الأولى. وكانت من أوائل الأشخاص الذين أجروا جراحة سرطانات المستقيم وعنق الرحم. تكريمًا لها واحتفاءً بإنجازاتها، نُصب تمثال لها في ساحة تافيستوك في لندن. موقع هذا التمثال قريب من جامعتها الأم.

## الحياة المبكرة والتعليم
ولدت لويزا ألدريتش بليك في تشينغفورد في إسيكس، والدها القس فريدريك جيمس ألدريتش بليك ووالدتها لويزا بليك موريسون. انتقلت مع عائلتها إلى ويلز بيكنور في هيرفوردشير خلال طفولتها، وبقيت هناك حتى وفاتها. طوال حياتها المهنية، ارتبطت ألدريتش بليك بمستشفى إليزابيث غاريت أندرسون، وأصبحت جراحةً أولى في عام 1910.
بدأت ألدريتش بليك تعليمها في كلية تشلتنهام للسيدات. تخرجت بمرتبة شرف من الدرجة الأولى من مدرسة لندن للطب للنساء عام 1894، وحصلت على شهادة بكالوريوس في الجراحة وبكالوريوس في الطب ودكتور في الطب. بعد عام من تخرجها من جامعة لندن، حصلت ألدريتش بليك على درجة الماجستير في الجراحة. وتابعت مسيرتها وحصلت على شهادة عليا في الطب والجراحة في جامعة لندن، فأصبحت أول امرأة بريطانية تحصل على درجة الماجستير في الجراحة.

## الحياة المهنية
بدأت أولردريتش بليك المتخرجة حديثًا العمل في المستشفى الجديد للنساء والأطفال في لندن. ترقت في عملها فأصبحت جراحة أولى، بالتزامن مع عملها في المستشفى الملكي الحر. في المستشفى الملكي الحر، كانت أول امرأة تشغل منصب جراح مسجل في عام 1895 وعملت أيضًا بصفة طبيبة تخدير. بدأت العمل بصفة جراحة استشارية في المستشفى الملكي الحر في عام 1919 وظلت في عملها حتى توفيت في عام 1925. عملت ألدريتش بليك في مستشفى كانينغ تاون للنساء أيضًا.
خلال الحرب العالمية الأولى، أُرسل الكثير من الجراحيين الذكور لأداء الخدمة الخارجية. تولت ألدريتش بليك مسؤوليات إضافية، وأصبحت جراحة استشارية في المستشفى. قضت ألدريتش بليك عددًا من عطلاتها في مساعدة المستشفيات العسكرية من 1914 إلى 1916، وتحديدًا في فرنسا مع د. فرانسيس إيفنز من مستشفى الصليب الأحمر الأنجلو فرنسي، وساعدت بصفتها جراحة زائرة في مستشفى الفيلق النسائي المساعد. أطلق المرضى على ألدريتش بليك لقب «السيدة الجنرال». تواصلت ألدريتش بليك مع نساء أخريات يعملن في الصحة لتنظيم وحدات تطوعية. وسألت كل امرأة مذكورة في السجل الطبي عما إذا كانت مستعدة للتطوع لصالح الفيلق الطبي بالجيش الملكي، تطوعت 48 امرأة، وأرسلت كثيرات منهن إلى مالطا.
كانت ألدريتش بليك أول من أجرى عمليات لمعالجة سرطانات عنق الرحم والمستقيم. كانت أول الجراحين البريطانيين الذين أجروا عملية فيرتهايم لمعالجة سرطان عنق الرحم. أضافت إلى موسوعة الممارس للقبالة وأمراض النساء مقطعًا عنوانه «الألم بوصفه عرضًا من أعراض مشكلات الحوض» ومقطعًا آخر عن «استئصال المستقيم البطني العجاني بطريقة جديدة» في المجلة الطبية البريطانية عام 1903. شغلت منصب نائب رئيس قسم أمراض النساء والتوليد في عام 1924 والذي كان جزءًا من الرابطة الطبية البريطانية.

### في الأوساط الأكاديمية
كرست ألدريتش بليك نفسها لتعليم الطلاب في جامعتها، كلية لندن لطب النساء. أصبحت نائبة عميد عام 1906 وعميدًا عام 1914. أدى تشجيع ألدريتش بليك للنساء للانضمام إلى المجال الطبي إلى زيادة عدد طلاب المدرسة بمقدار الضعف تقريبًا خلال الحرب العالمية الأولى.

## وفاتها وإرثها
توفيت ألدريتش بليك في 28 ديسمبر 1925 بسبب إصابتها بالسرطان في منزلها في ويلش بيكنور، بعد أن خضعت إلى عمليات متعددة خلال الأسابيع السابقة. احتفلت كنيسة سانت بانكراس في لندن بحياتها في 1 يناير 1926 ونُقل رمادها إلى منزلها.
توجد «مجموعة السيدة لويزا ألدريتش بليك» في مركز المحفوظات بالمستشفى الملكي الحر. نُصب تمثال لها في ساحة تافيستوك في لندن. وسُلط الضوء على حياتها المهنية في معرض عام 2015 احتفى بعملها خلال الحرب العالمية الأولى، إذ أجرت الجراحات على الخط الأمامي وشجعت النساء الأخريات على الانضمام إلى الميدان. وأثرت على «مكتب الحرب» للسماح للنساء بالانضمام للخدمة ليكونوا جزءًا من الطاقم الطبي.
في عام 2019، احتفت شركة جوجل بإنجازاتها من خلال تكريس جوجل دودل خاص بها ظهر للمستخدمين في المملكة المتحدة وأيرلندا وكندا وأستراليا ونيوزيلندا وإسرائيل وبلغاريا والسويد والدنمارك وإستونيا وأيسلندا في الذكرى 154 لميلادها.